# Marek Gębczyński
Marek Gębczyński (ur. 1938 w Ślemieniu) – polski biolog, profesor nauk przyrodniczych, wykładowca akademicki, w latach 2002–2005 rektor Uniwersytetu w Białymstoku.

## Życiorys
Ukończył w 1961 studia na Wydziale Biologii Uniwersytetu Jagiellońskiego. Doktoryzował się w 1966, stopień doktora habilitowanego uzyskał w 1975. W 1987 otrzymał tytuł profesora nauk przyrodniczych. Tytuł naukowy profesora uzyskał w roku 1988, w 1995 objął stanowisko profesora zwyczajnego. Pracę zawodową rozpoczął w 1961 w Białowieży jako asystent w Zakładzie Badania Ssaków Polskiej Akademii Nauk. Na początku lat 80. został pracownikiem naukowym białostockiej Filii Uniwersytetu Warszawskiego i następnie Wydziału Biologiczno-Chemicznego Uniwersytetu w Białymstoku. Pełnił funkcję dziekana tego wydziału. Był także prorektorem UwB ds. badań naukowych i współpracy z zagranicą (1999–2002) i rektorem tej uczelni (2002–2005). W pracy naukowej zajmował się problematyką zmienności u ssaków (gryzoni i owadożernych), a także kwestią genetycznego zróżnicowania osobników w ramach populacji naturalnych. Był członkiem Komitetu Zoologii PAN.
W 2000 odznaczony Krzyżem Kawalerskim Orderu Odrodzenia Polski, a w 2002 – estońskim Orderem Krzyża Ziemi Maryjnej III klasy.